# Charles Severance
Charles "Chuck" Russell Severance es un informático y profesor, aquitecto jefe del Proyecto Sakai que actualmente ejerce en la Universidad de Míchigan.
Severance estudió en la Universidad Estatal de Michigan, donde obtuvo su licenciatura en 1984, su máster en 1990 y su doctorado en 1996, todos ellos en informática. Tras su graduación, se convirtió en profesor adjunto en la Universidad Estatal de Michigan, donde también fue director de la División de Servicios Informáticos de Ingeniería. Dejó este puesto en 1999 para convertirse en Director Asociado de Tecnología Avanzada en la Unión de Medios de Comunicación de la Universidad de Míchigan, y abandonó la institución por completo en 2001 para trabajar como Director de Desarrollo de Productos para Strategic Interactive. En agosto de 2002, regresó a la Universidad de Míchigan como primer Arquitecto Jefe del Proyecto Sakai, convirtiéndose posteriormente en miembro del Consejo de Administración de la Fundación Sakai, y luego en su primer Director Ejecutivo.
En 2007, renunció a su cargo de Director Ejecutivo de la Fundación Sakai, convirtiéndose en Profesor Clínico Asociado de Información en la Universidad de Míchigan. En 2012, fue contratado por Blackboard Inc. para dirigir sus iniciativas relacionadas con los proyectos de Sakai. Anunció su salida de este cargo en marzo de 2014. Fuera de la enseñanza y del sector privado, Severance ayudó a escribir el estándar POSIX P1003 y ha presentado varios programas de televisión, como Nothin but Net e Internet:TCI.

## Libros
- Severance, Charles; Dowd, K. (1998). High Performance Computing. O'Reilly Media. ISBN 156592312X.
- Severance, Charles (2009). Using Google App Engine. O'Reilly Media. ISBN 9780596800697.
- Severance, Charles (2011). Sakai: Free As in Freedom (Alpha): A Retrospective Diary. CreateSpace. ISBN 978-1461166290.
- Severance, Charles; Fontichiaro, Kristin. (2013). Raspberry Pi. Cherry Lake Publishing. ISBN 978-1624311390.
- Severance, Charles. Python for Informatics: Exploring Information.